# Orbise
Die Orbise (manchmal auch Orbize geschrieben) ist ein Fluss in Frankreich, der im Département Saône-et-Loire in der Region Bourgogne-Franche-Comté verläuft. Sie entspringt an der Gemeindegrenze von Châtel-Moron und Jambles, entwässert zunächst in nordöstlicher Richtung, dreht dann auf Südost und mündet nach rund 22 Kilometern bei der Mautstelle der Autobahn A6, im Gemeindegebiet von Saint-Rémy, knapp an der Grenze zur Nachbargemeinde Lux, als linker Nebenfluss in die Corne.

## Orte am Fluss
(Reihenfolge in Fließrichtung)
- Saint-Denis-de-Vaux
- Saint-Jean-de-Vaux
- Saint-Martin-sous-Montaigu
- Mellecey
- Dracy-le-Fort
- Saint-Rémy